# Hubenkove, Volodarsk-Volînskîi
Hubenkove (în ucraineană Губенкове) este un sat în comuna Dobrîn din raionul Volodarsk-Volînskîi, regiunea Jîtomîr, Ucraina.

## Demografie
Componența lingvistică a localității Hubenkove
     Ucraineană (100%)
Conform recensământului din 2001, toată populația localității Hubenkove era vorbitoare de ucraineană (100%).